# Trachyandra asperata
Trachyandra asperata är en grästrädsväxtart som beskrevs av Carl Sigismund Kunth. Trachyandra asperata ingår i släktet Trachyandra och familjen grästrädsväxter.

## Underarter
Arten delas in i följande underarter:
- T. a. asperata
- T. a. basutoensis
- T. a. carolinensis
- T. a. macowanii
- T. a. nataglencoensis
- T. a. stenophylla
- T. a. swaziensis